# سكوت بيتمان
سكوت بيتمان (بالإنجليزية: Scott Pittman)‏ هو لاعب كرة قدم بريطاني في مركز الهجوم، ولد في 9 يوليو 1992 في اسكتلندا في المملكة المتحدة. لعب مع نادي ألوا أثليتيك ونادي ليفينغستون.

## وصلات خارجية
- سكوت بيتمان على موقع قاعدة بيانات كرة القدم.إي يو (الإنجليزية)
- سكوت بيتمان على موقع Soccerbase.com (لاعب) (الإنجليزية)
- سكوت بيتمان على موقع Soccerway.com (الإنجليزية)
- سكوت بيتمان على موقع عالم كرة القدم.نت (الإنجليزية)